# Conseil national de la sécurité routière
Ne doit pas être confondu avec Conseil supérieur de l'éducation routière.
Le Conseil national de la sécurité routière, ou CNSR, a été créé par décret le 28 août 2001. Cet organisme, composé d'élus, d'associations, d'entreprises et d'administrations, a été créé pour être un lieu de débats et une instance de conseil pour le gouvernement en matière de sécurité routière. Mis en sommeil en 2008, il a été réinstallé en 2012. Son président actuel est Yves Goasdoué.

## Description
Le Conseil national de la sécurité routière a été créé le 28 août 2001 et mis en place le 25 octobre 2001.
C'est un organisme composé d’élus, de représentants des entreprises et associations intéressées par la sécurité routière et de représentants de l’administration. Selon son décret de création, il « est associé à l’élaboration et à l’évaluation de la politique des pouvoirs publics en matière de sécurité routière ». Il prépare des recommandations au gouvernement pour lutter contre l’accidentalité routière. L’objectif fixé par le ministre de l’intérieur lors de l’installation du 3e mandat de cette instance, le 27 novembre 2012, est de diviser par deux la mortalité routière entre 2010 et 2020, soit compter moins de 2 000 personnes tuées sur les routes de France métropolitaine en 2020.
Le conseil se réunit au moins deux fois par an sur convocation de son président et de plein droit à la demande du délégué interministériel à la sécurité routière (DISR) ou d'un quart de ses membres.
Un bureau, ayant pour rôle de préparer et de diffuser les travaux du conseil, se réunit au moins quatre fois par an et entre chaque séance du conseil, sur convocation du président. Le bureau comprend :
- le président du CNSR ;
- le DISR ;
- six personnes choisies par le ministre de l'Intérieur parmi les membres nommés du conseil.

Le conseil est assisté par un comité d'experts issus de la sphère publique nommés sur proposition du délégué interministériel à la sécurité routière qui est chargé d'aider les travaux du conseil. Ce comité peut participer aux débats du conseil sur invitation du président.
Mis en sommeil en 2008, il est réinstallé par le ministre de l'Intérieur Manuel Valls en 2012, à la grande satisfaction des associations y participant. Le nouveau conseil est présidé par le député du Bas-Rhin Armand Jung.

## Membres
Le CNSR est un collège de 67 membres :
- Trois personnalités qualifiées, désignées par le ministre chargé de la sécurité routière ;
- Deux membres du Sénat et deux membres de l'Assemblée nationale, désignés par leur assemblée respective ;
- Un membre du Conseil économique, social et environnemental ;
- Un représentant des régions, désigné par l'Association des présidents de conseils régionaux ;
- Un représentant des départements, désigné par l'Association des départements de France ;
- Un représentant des communes ou des groupements de communes, désigné par l'Association des maires de France ;
- Un membre du Conseil de la jeunesse, désigné par celui-ci ;
- Un membre du Conseil national des transports, désigné par la section permanente ;
- Huit représentants des entreprises et institutions intéressées par la sécurité routière, désignés par le ministre chargé de la sécurité routière ;
- Dix-sept représentants d'associations agissant dans le domaine de la sécurité routière, désignés par le ministre chargé de la sécurité routière : associations œuvrant pour une plus grande sécurité routière, associations de cyclistes, de motocyclistes, d'automobilistes, de victimes d'accidents routiers, etc. ;
- Deux représentants des professions médicales et des associations et fondations du domaine de l'hospitalisation ou de la santé publique, désignés par le ministre chargé de la santé.

Ces membres sont nommés pour une durée de trois ans. Tout mandat prend fin si le titulaire perd son statut ; un remplaçant est alors à son tour nommé dans les mêmes dispositions.
- Le ministre chargé des finances ou son représentant ;
- Le ministre chargé de l'emploi ou son représentant ;
- Le ministre de la justice ou son représentant ;
- Le ministre de l'intérieur ou son représentant ;
- Le ministre chargé de l'éducation nationale ou son représentant ;
- Le ministre de la défense ou son représentant ;
- Le ministre chargé des transports ou son représentant ;
- Le ministre chargé de la jeunesse ou son représentant ;
- Le ministre chargé de la recherche ou son représentant ;
- Le ministre chargé de la santé ou son représentant ;
- Le délégué interministériel à la sécurité routière ;
- La présidente de la Mission interministérielle de lutte contre les drogues et les conduites addictives.

Le président du conseil est nommé parmi ses membres par arrêté du Premier ministre. L'Observatoire national interministériel de la sécurité routière assure le secrétariat du conseil.
| Portrait                     | Identité                   | Période          | Période | Durée |
| Portrait                     | Identité                   | Début            | Fin     | Durée |
| ---------------------------- | -------------------------- | ---------------- | ------- | ----- |
| Armand Jung en 2013.         | Armand Jung (1950 - 2019)  | 27 novembre 2012 |         |       |
| Yves Goasdoué, 21 juin 2012. | Yves Goasdoué (né en 1959) | 23 janvier 2017  |         |       |

## Critiques
En 2015, deux membres du comité des experts démissionnent estimant que l’organisme « n’assume pas ses fonctions » en refusant de prendre les mesures qui permettraient selon eux d'atteindre l'objectif initial du CNSR (diviser par 2 la mortalité routière entre 2010 et 2020).